# 斯氏凡鯔
斯氏骨鯔為輻鰭魚綱鯔形目鯔科的其中一種，分布於印度西太平洋區，從巴基斯坦至東南亞、新幾內亞海域，包括馬達加斯加，體長可達35公分，棲息在沿海海域、河口區，以藻類、有機碎屑為食，可做為食用魚。

## 擴展閱讀
維基物種上的相關：斯氏凡鯔